# Timber Lakes
Timber Lakes est une census-designated place du comté d'Wasatch, dans l'État de l'Utah, aux États-Unis. En 2020, elle compte une population de 866 habitants.